# Петігренова апельсинова олія

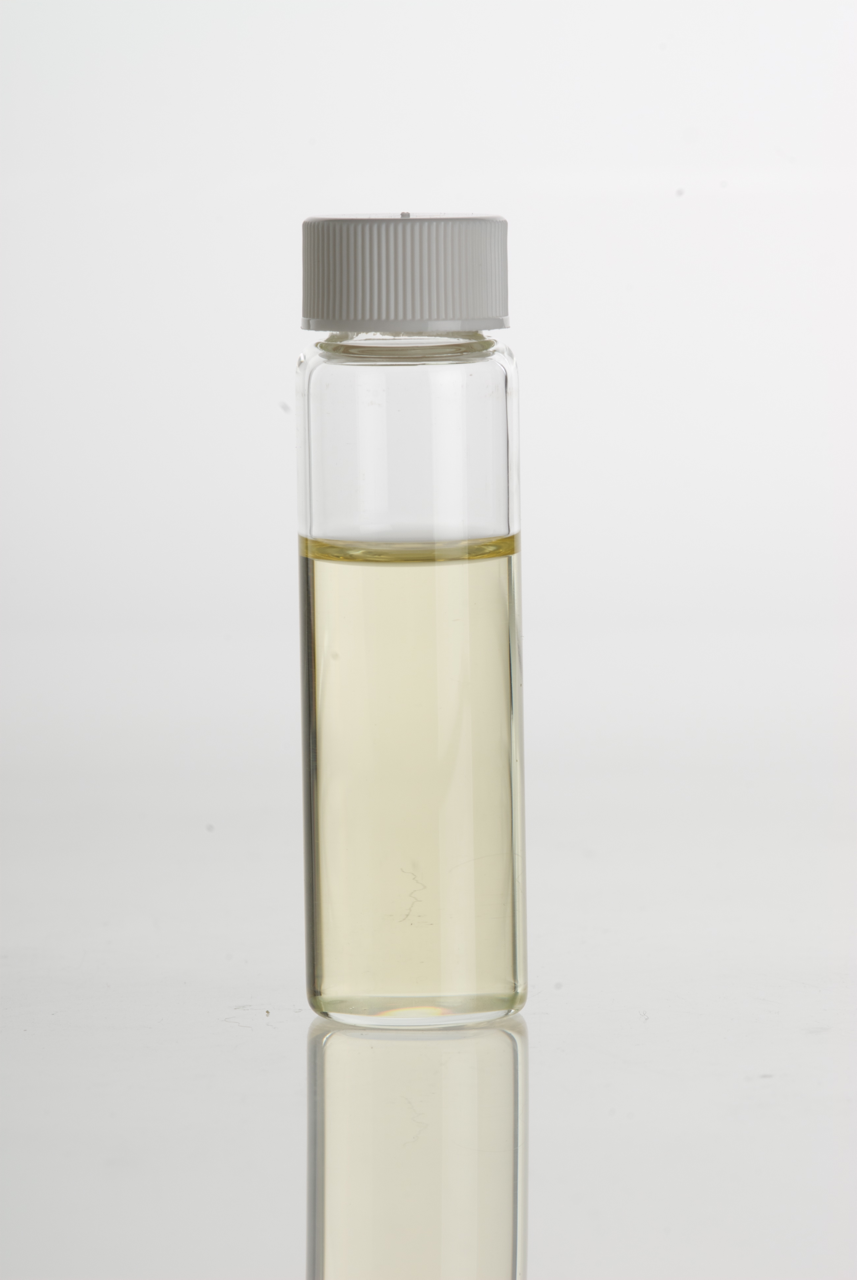
Петігренова апельсинова олія

Петігренова апельсинова олія — ефірні олії, наявна в листі, молодих паростях та недостиглих плодах солодкого апельсину Citrus sinensis L., що вирощується у Південній Америці, Італії, Франції й інших країнах Середземномор'я.

## Властивості
Петігренова апельсинова олія — рухома світло-жовта рідина із запахом апельсина. Розчинна в етанолі (1:4 — у 70%-му), бензилбензоаті, рослинних оліях, пропіленгліколі; нерозчинна у воді. У кислому та лужному середовищі нестійка.
| {\displaystyle ~{\mbox{d}}_{20}^{20}} | {\displaystyle ~[{\mbox{n}}]_{\mbox{D}}^{20}} | {\displaystyle ~[\alpha ]_{\mbox{D}}^{20}} |
| ------------------------------------- | --------------------------------------------- | ------------------------------------------ |
| 0,882 ÷ 0,898                         | 1,456 ÷ 1,465                                 | -5 ÷ +4                                    |

## Хімічний склад
До складу олії входять: (+)-лимонен, сесквітерпенові вуглеводні, (+)-ліналоол, α-терпінеол, гераніол, нерол, цитронеллол, крезол, евгенол, гваякол, додеканаль, бензальдегід, фурфурол, метилантранілат, терпініл-, гераніл- и нерілацетати й інші компоненти.

## Отримання
Отримують із молодих паростків, листя та недостиглих плодів апельсина шляхом відгонки з парою, вихід олії 0,15—0,40%.
Основні виробники — Парагвай, Італія та Франція.

## Використання
Використовують як компонент парфумерних композицій та віддушок для косметичних виробів і мила.